# قاضی ارشد افغانستان
قاضی ارشد (قاضی القضات) افغانستان در رأس قوه قضائیه افغانستان قرار دارد. این سمت هم‌اکنون در اختیار عبدالحکیم حقانی است.

## فهرست رئیسان قوه قضائیه ۲۰۰۱-تاکنون
- فضل هادی شینواری (۲۰۰۶–۲۰۰۱)، عضو تنظیم دعوت اسلامی افغانستان بود.
- عبدالسلام عظیمی (۲۰۱۴–۲۰۰۶)، یک استاد سابق در دانشگاه آریزونا در ایالات متحده آمریکا بود.
- سید یوسف حلیم (۲۰۱۴–۲۰۲۱)، معاون وزارت عدلیه افغانستان، معاون وزارت دارایی افغانستان، رئیس ادارهٔ عمومی قانونی وزارت دادگستری.
- عبدالحکیم حقانی (۲۰۲۱–اکنون)، قاضی ارشد افغانستان و وزیر عدلیه.

## فهرست رئیسان قوه قضائیه قبل از ۲۰۰۱
- عبدالسلام (دوره طالبان)
- عبدالکریم شادان (قبل طالبان)[۳]